# Шестоделен петоделен пресечен триделен тетраедър
Шестоделният петоделен пресечен триделен тетраедър е неправилен многостен. Лицата са триъгълници. Той има 44 лица, 126 ръба и 84 върха. Дуалният многостен е пресечен шестоделен пресечен тетраедър. Той е многостен на Конуей. Използва за логото на Тайван Мобайл.